# RWS Directie Wegen
De RWS Directie Wegen was (wanneer de voorlopers worden meegerekend) van 1923 tot 1981 een specialistische dienst van de Rijkswaterstaat, opgericht voor en belast met de aanleg van het autosnelwegennet in Nederland.

## Geschiedenis van de organisatie
De groeiende populariteit van de auto aan het begin van de 20e eeuw maakte duidelijk dat het rijkswegennet, dat dateerde uit de napoleontische tijd, drastisch verbetering behoefde. Minister Lely voorzag als eerste een grote toekomst voor de automobiel. In 1915 stelde Lely voor de belangrijkste en drukste verbindingen te verbeteren. Door de uitgebroken Eerste Wereldoorlog strandde zijn voorstel door benzine- en geldgebrek.
Toch werd al vanaf 1920 binnen de Rijkswaterstaat nieuwe kennis over wegen, infrastructuurplanning en mobiliteit opgebouwd. Daartoe werd op 1 juli 1923 het District Wegentechniek ingesteld, een van de eerste specialistische diensten. Een van de producten van dit district was het uitbrengen van het eerste Rijkswegenplan in 1927. Dit plan was de aanzet van de modernisering van het net van Rijkswegen. De taak van het nieuwe district was zowel de planning en uitvoering van nieuwe projecten (Rijksweg 12 werd als eerste aangepakt) als de ontwikkeling van kennis op het gebied van materialen en van grote rivierkruisingen.
Al in 1927 kwam uit het District Wegentechniek het Rijkswegenbouwlaboratorium voort (officiële naam het Laboratorium voor Chemisch-Technologisch onderzoek voor bouwstoffen voor de wegenbouw). Voor het ontwerp en de bouw van de vele rivierkruisingen werd in 1928 binnen het District Wegentechniek een apart Bruggenbureau - de start van de latere Directie Bruggen - opgericht. Eind 1929 werd de naam van het district Directie Wegenverbetering.
De ontwikkeling van de wegen- en bruggenbouw in de jaren dertig ging zo snel dat de organisatieaanpassingen ook snel gingen. In 1936 werd de Directie Wegenverbetering gesplitst in een Directie Bruggen en een district Nieuwe Wegen. De Rijkswegenplannen van 1932 en 1938 voorzagen in de aanleg van een zo groot aantal autosnelwegen dat het district Nieuwe Wegen in 1937 gesplitst werd in twee districten (Nieuwe Wegen I en Nieuwe Wegen II). Tijdens de Duitse bezetting, in 1941, moest voor de aanleg van het voor de Duitsers zo belangrijke Hazepad een derde district opgericht worden. Dit district werd een directie: Directie Nieuwe Wegen III. Na de oorlog zou deze directie in 1946 met de andere twee districten fuseren tot de Directie Wegen.
Deze directie heeft tot 1981 bestaan. Tijdens haar bestaan heeft zij een groot deel van de uitbouw van het autosnelwegennet gerealiseerd. In februari 1981 werden haar taken overgeheveld naar de regionale directies.